# Чоу, Джонни
Джонни Чоу (англ. Johny Chow) в настоящее время играет в группах Cavalera Conspiracy, Fireball Ministry, Stone Sour, а также занимается звуковым дизайном для рекламы и кино.

## Биография
Джонни Чоу играл в группе Echo 3, просуществовавшей с 1997 по 2000 год.
В 2002 году Джонни присоединился к группе Systematic, в 2003 году музыканты выпустили свой второй альбом Pleasure to Burn, но уже в 2004 году группа распалась.
C 2004 по 2005 год он играл в группе My Ruin и даже успел записать басовые партии для альбома The Brutal Language, но после его ухода из группы альбом был перезаписан заново.
В 2005 году Джонни Чоу стал постоянным участником Fireball Ministry, заменив Джанис Танаку на посту бас-гитариста. При его участии группа выпустила альбом Their Rock Is Not Our Rock в 2005 году и одноимённый альбом в 2010 году.
Джонни также играет в группе Souls Of We, основанной Джорджем Линчем в 2007 году. Коллектив выпустил дебютный альбом Let The Truth Be Known в 2008 году.
Летом 2008 года Джонни Чоу присоединился к Cavalera Conspiracy, которая в то время отправлялась в турне в поддержку дебютного альбома. Тогдашний басист группы Джо Дюплантьер был занят записью нового альбома своей основной группы Gojira, поэтому ему пришось уйти из Cavalera Conspiracy. В 2010 году Джонни Чоу принял участие в записи нового альбома Cavalera Conspiracy, став таким образом постоянным участником группы.
В июле 2010 года из Soulfly ушёл басист Бобби Бёрнс. Для участия в турне по Европе и США, которое прошло осенью-зимой 2010 года, был взят Джонни Чоу, до этого уже игравший с братьями Кавалера в Cavalera Conspiracy.
В свободное от музыки время он занимается инсталляциями. 13 июня 2009 года его работы выставлялись в The Congregation Gallery наряду с работами других мастеров инсталляции.
Летом 2011 года Джонни расстался с Soulfly. В 2012 году он стал концертным басистом Stone Sour.
В 2014 стал постоянным участником группы Stone Sour, и записал с ними кавер-альбом, который получил название «Meanwhile in Burbank».

## Дискография
- 2003: Systematic — Pleasure to Burn
- 2005: Fireball Ministry — Their Rock Is Not Our Rock
- 2008: Souls Of We — Let The Truth Be Known
- 2010: Fireball Ministry — Fireball Ministry
- 2011: Cavalera Conspiracy — Blunt Force Trauma
- 2015: Stone Sour — Meanwhile in Burbank
- 2017: Stone Sour — Hydrograd